# Talleres Zaragoza
Die Talleres Zaragoza S.A. stellten zwischen 1956 und 1960 in Saragossa einen spanischen Kleinwagen her, den sie TZ Síder oder kurz Síder nannten.
Die Produktion von Talleres Zaragoza S.A. befand sich auf dem Paseo San Juan de la Peña 42 auf dem linken Ebroufer. Er erschien gleichzeitig mit dem Seat 600 auf dem spanischen Markt, der damals durch Zölle und Importkontingente geschützt war.
Über die Zahl der hergestellten Einheiten gibt es verschiedene Angaben: Einer Quelle zufolge wurden 15 bis 20 Autos produziert, nach einer anderen 10. Hergestellt wurde der Síder zwischen 1956 und 1958, wobei letztere Angabe nicht gesichert ist, da spanische Automobilhistoriker Gimeno Valledor den Fertigungszeitraum auf 1960 ausdehnt. Alle gefertigten Modelle waren rot.
Die damalige Werbung pries das Auto an mit Sätzen wie „Musste nicht zum Anwärmen hereingeholt werden“ oder „Fror nicht im Winter“, um auf die Tatsache hinzuweisen, dass sein kleiner Zweizylinderzweitaktmotor luftgekühlt war.
Das Auto war im Vergleich mit seinen Konkurrenten, dem Lloyd Alexander, dem Goggomobil, der BMW Isetta oder dem Messerschmitt Kabinenroller durchaus als moderne Konstruktion anzusehen, denn es verfügte über eine selbsttragende Karosserie in Pontonform. Zum Ausgleich für die flache Frontscheibe hatte es eine Panorama-Heckscheibe ähnlich dem Opel Rekord P1. Auch die Einzelradaufhängung war damals noch keineswegs Allgemeingut.

## Technische Daten
Die technischen Daten stammen aus den Anzeigen jener Epoche und dem Buch „Historia del automóvil en Zaragoza“ von Pablo Valdés Salinas. Daten aus anderen Quellen sind in Klammern wiedergegeben:
- Motor: luftgekühlter Zweizylindermotor von 296 cm³ Hubraum (anderen Quellen zufolge 350 cm³) von 58 × 56 mm (62 × 58 mm), der eine Leistung von 14,8 PS (18 PS) bei 5.000/min (4.000/min) schaffte, Zylinderkopf Aluminium, Gusszylinder, Magnetzündung
- Getriebe: Vierganggetriebe mit vier Vorwärts- und einem Rückwärtsgang mit einer Einscheibentrockenkupplung
- Federung: Einzelradaufhängung vorn mit Trapez-Dreieck-Querlenkern und Schraubenfedern, hinten mit Pendelachse und Schraubenfedern und hydraulische Teleskopstoßdämpfer an allen vier Rädern
- Fahrgestell: Selbsttragende Karosserie für vier Sitze und zwei Türen
- Räder: vier Reifen der Abmessung 4,5 × 10, Trommelbremsen vorne und hinten
- Außenmaße: Länge 3,28 m × Breite 1,30 m × Höhe 1,30 m
- Gewicht: 460 kg (450 kg)
- Radstand: 1.090 mm, Achsabstand: 2.000 mm
- Höchstgeschwindigkeit: 80 km/h (95 km/h)
- Verbrauch: 4,6 Liter auf 100 km der Zweitaktmischung 40:1

## Kuriositäten
Ursprünglich sollte das Modell „Líder“ (spanisch Führer) heißen, weil ein L sehr viel ästhetischer erschien. Doch als das Patent angemeldet werden sollte, erfuhr man im Patentamt, dass es bereits ein Patent auf einen Líder gäbe, woraufhin man für „Síder“ entschied, weil man das "L" auch als "S" lesen könne.
Es scheint, dass Talleres Zaragoza die Daten des Fahrzeugs an die Schweizer „Automobil Revue“ geschickt hatte, da sie über viele Jahre in dieser Prestige-Zeitschrift erschienen.
Viele ältere Einwohner Saragossas erinnern sich noch heute an dieses Auto: Während vieler Jahre konnte man in Saragossa einen TZ Síder mit einem Fahrer und einem Chef auf der Rückbank sehen.